# Amaro Nadal
Pour les articles homonymes, voir Nadal.
Amaro Nadal est un footballeur uruguayen né le 16 mars 1958 à Montevideo.

## Carrière
- 1978 : Club Nacional de Football ( Uruguay)
- 1979 : Liverpool FC ( Uruguay)
- 1980-1982 : Bella Vista ( Uruguay)
- 1982-1985 : Deportivo Cali ( Colombie)
- 1985-1987 : Séville FC ( Espagne)
- 1987-1988 : Club Deportivo Logroñés ( Espagne)
- 1988-1989 : UE Figueres ( Espagne)